# Mischaël Modrikamen
Mischaël Modrikamen (né à Couillet, le 22 février 1966) est un avocat et un homme politique belge. Comme avocat, il se fait connaître en défendant collectivement des actionnaires minoritaires, notamment ceux de la banque Fortis dans le contexte du Fortisgate en 2008.
En novembre 2009, il crée un nouveau parti politique, le Parti populaire, qui « s’affiche sans complexe à la droite de l’échiquier politique ». Il fait campagne comme tête de liste de ce parti à la Chambre pour l'arrondissement de Bruxelles-Hal-Vilvorde aux élections législatives fédérales belges de 2010, mais il n'est pas élu. Il fait régulièrement parler de lui en Belgique par des déclarations ou actions de choc, décrites par ses détracteurs comme « réactionnaires » et « populistes ».

## Biographie

### Jeunesse
Mischaël Modrikamen est originaire de Couillet, où il passe son enfance. Il est scolarisé à l’école primaire de Couillet, puis à l'Athénée Solvay de Charleroi et ensuite à l’Athénée Jules Destrée à Marcinelle, avant d'aller suivre des études de Droit à l'Université libre de Bruxelles.
Son père, Marcel Modrikamen, est de confession juive. À 16 ans, il est arrêté par la Gestapo. Il devient par la suite résistant, échevin socialiste à Couillet, président du syndicat SETCa et président de la Fédération des Mutualités socialistes de Charleroi. Dans les années 1990, il est élu président de la synagogue libérale de Bruxelles. Sa femme, Yasmine, s'est convertie au judaïsme et a élevé ses trois enfants (dont Mischaël) dans la tradition juive. Le 18 février 1991, Marcel Modrikamen est victime d'une tentative d'assassinat par arme à feu. Il décédera 4 ans plus tard,.

### Carrière professionnelle
En tant qu'avocat, il se spécialise en contentieux bancaire et représente à plusieurs reprises collectivement des petits épargnants ou des actionnaires minoritaires. Il est également l'avocat du groupe de presse IPM, éditeur des quotidiens La Libre Belgique et La Dernière Heure.
Ainsi en 1998, il obtient de la CGER et d'autres intermédiaires financiers le remboursement de 600 millions de francs belges, lesquels avaient placé auprès des petits épargnants des euro-obligations subordonnées de l'assureur canadien Confederation Life (en) belges en les informant insuffisamment des risques encourus.
En 1999, il représente, en parallèle avec le cabinet Deminor, les coopérateurs de la banque CERA dans l'affaire de sa fusion avec la KREDIETBANK, pour lesquels une indemnisation de 100 milliards de francs belges est obtenue,.
En 2001, il mène pour la Communauté juive les négociations qui aboutiront en 2002 à la restitution, par les banques, les assurances et l’État belge, de plus de 100 millions d'euros aux survivants des déportations nazies,.
En 2008, il entame un combat fort médiatisé pour la défense d'actionnaires de la banque Fortis lors de l'affaire du Fortisgate, laquelle aboutit en 2008 à la démission du gouvernement Leterme.
En avril 2013, il devient l'avocat du météorologue Luc Trullemans, à la suite de la suspension des fonctions que ce dernier occupait à RTL-TVI / Bel RTL pour avoir publié sur Facebook un texte jugé raciste par sa direction. Il obtient la condamnation de RTL Belgium pour calomnie et diffamation.
Deux livres lui ont été consacrés : "Fortis jusqu’au bout" (traduit en néerlandais sous le titre « Fortis tot de laatste snik »), qu'il publie en collaboration avec Charles Bricman, et une biographie en néerlandais publiée en 2009 par Filip Michiels sous le titre « Modrikamen recht door zee » (« Modrikamen droit devant »).

### Engagement au sein de la communauté juive
De 2000 à 2003, il est président de la Communauté israélite libérale de Belgique.
Au début des années 2000, il est l'avocat de la communauté juive dans les négociations sur les biens spoliés sous l'occupation.
Dans une tribune libre publiée par La Libre Belgique en 2002, il met en garde contre les dangers de la démilitarisation, ainsi que de l'islamisme qu’il estime mener à un retour de l’antisémitisme. Selon lui, « Oxfam se déconsidère en appelant au boycott des produits israéliens ».

### Carrière politique
Le 11 septembre 2009, il annonce pour le 26 novembre 2009 la création d'un nouveau parti politique, fondé par lui-même et Rudy Aernoudt, ex-fondateur du parti LiDé, sur les modèles du Partido Popular espagnol et de l'UMP française : le Parti populaire (PP) (en néerlandais Personenpartij). D'emblée, selon Pascal Delwit, le PP « s’affiche sans complexe à la droite de l’échiquier politique et mise sur deux axes de positionnement [sic] pour attirer deux segments électoraux — une posture ultra-libérale sur les questions socio-économiques et un positionnement [sic] très ambivalent sur les questions d’immigration et de sécurité — et, d’une manière générale, sur une posture se voulant à contre-courant du « vent dominant » ».
Malgré un score inférieur à 2 % à l'échelle fédérale, le PP obtient un mandat de député à la Chambre des représentants de Belgique par l'élection de Laurent Louis. À la suite de multiples conflits inter-personnels, de nombreux membres et responsables du PP en sont exclus, dont Rudy Aernoudt en août 2010 et Laurent Louis en janvier 2011.
Dans un entretien donné à l'Écho en juillet 2011, Modrikamen dit « s'inscrire dans le mouvement du FN français », estimant que « ce n'est plus l’extrême droite, critiquable, mais une droite qui s'assume avec un côté populaire ». Dans le même temps, la position du PP sur le plan institutionnel évolue rapidement d'une conception unitariste vers une conception confédéraliste de l'État Belge,.
En février 2016, Manuel Abramowicz du site RésistanceS et Jean Faniel, directeur du CRISP, estiment que dans une vidéo récemment publiée par Modrikamen, son discours « a basculé à l’extrême droite ». Peu après, Pascal Delwit, professeur de science politique à l’ULB, estime que « le PP se radicalise à droite de la droite », sans entrer dans l’extrême droite car il lui « manque l’autre facette d’un parti d’extrême droite, le nationalisme organiciste ».
Le 27 novembre 2016 lors du congrès de son parti, il se présente à la tribune avec un balai « pour encourager ses adeptes à balayer la corruption, le politiquement correct et les médias, l’islam radical et la classe politique belge ». Pour ce faire, il se réclame de Margaret Thatcher et d'Arnold Schwarzenegger qui ont aussi utilisé cet objet. En Belgique toutefois, seuls Léon Degrelle et le Vlaams Belang ont eu recours à la même métaphore.
Modrikamen est également le vice-président de l’ADDE (Alliance pour la démocratie directe en Europe) regroupant des partis favorables à la démocratie directe et eurosceptiques (PP, UKIP, VNL (nl), Debout la France…). Dans ce cadre, il prend en juillet 2015 la parole à Washington devant la Heritage Foundation, une fondation américaine qui promeut des politiques publiques conservatrices sur les principes de la libre entreprise, du gouvernement limité, de la liberté individuelle, des valeurs traditionnelles américaines et d’une défense nationale forte.
En avril 2017, il soutient la candidate du Front national français, Marine Le Pen, à l'élection présidentielle. En 2018, Stephen Bannon lui confie la direction du think tank « Le Mouvement », localisé à Bruxelles, et dont l'objectif est de favoriser le développement des partis populistes de droite à l'échelle européenne.
Il manque d’être renversé de sa position de chef du Parti populaire par une « conspiration interne » menée par Jérôme Munier, avec le soutien extérieur de Ghislain Dubois, l’avocat belge de Marine Le Pen. Jérôme Munier était alors en contact direct avec les Jeunes du parti lepéniste, avec pour projet de liquider le PP pour le remplacer par une nouvelle structure.
À la suite de la défaite du Parti populaire aux élections fédérales, régionales et européennes de 2019, Modrikamen annonce le 31 mai 2019 qu'il quitte la présidence du parti et qu'il se retire de la vie politique belge. En soutien à son activité politique, il reprend en octobre 2010 le titre de presse socialiste Le Peuple. Puis en mars 2016, il annonce qu’il reprend le titre de l'hebdomadaire Pourquoi pas ?.

### Éditeur de médias
En soutien à son activité politique, Modrikamen reprend en octobre 2010 le titre du défunt quotidien socialiste Le Peuple pour en faire un quotidien numérique « "libéral", "conservateur sur les valeurs" et "en rupture avec le politiquement correct" »,. En mars 2016, annonce qu’il reprend le titre de l'ancien magazine politique plutôt satirique Pourquoi pas ?, tombé en désuétude, pour en faire un hebdomadaire internet « avec des articles plus “magazine” et plus socio-économiques » que Le Peuple.

### Inculpation
Président du conseil d'administration de la société Donaldson, les circonstances ayant entouré la faillite de celle-ci lui valent une inculpation pour faux et blanchiment le 25 mars 2010. Il rétorque par le dépôt d'une plainte contre X pour « dénonciations calomnieuses », estimant que cette inculpation serait uniquement destinée à nuire à son engagement politique,,,. En février 2016, le Parquet annonce qu'il demande un réquisitoire de non lieu dans ce dossier.